# Миротворцы (Дженкинс)
Миротво́рцы (англ. The Peacemakers) — крупное музыкальное произведение Карла Дженкинса в двух частях на тексты, принадлежащие легендарным историческим лицам: Нельсону Манделе, Матери Терезе, Мартину Лютеру Кингу, Анне Франк и Махатме Ганди, также использованы цитаты из Библии и Корана.

Тема мира проходит сквозной линией в творчестве композитора и отражается в произведениях «Вооруженный человек: Месса мира» (2000), «Реквием» (2005).
«Миротворцы посвящены памяти всех тех, кто погиб во время вооружённых конфликтов: как правило, погибают невинные граждане. Я сочинял „Вооружённого человека: мессу за мир“ к миллениуму в надежде встретить век мира. Печально, но мало, что изменилось».

## Премьера
- Мировая премьера состоялась 16 января 2012 года в концертном зале Карнеги-холл[3] (Нью-Йорк) и была приурочена ко дню Мартина Лютера Кинга. Сопрано-соло — Antoni Mendezona[4], Скрипка-соло — Хорхе Авила (Jorge Ávila), Флейты — Кара ДеРаад Сантос (Kara DeRaad Santos), NYJazz: Сопрано-саксофон — Rob Derke, Бас-гитара — Карло де Роза (Carlo de Rosa), этнические ударные — Benny Koonyevsky, Ирландская волынка — Джозеф Малванерти (Joseph Mulvanerty). Дирижировал автор.
- Европейская премьера прошла 19 мая 2012 года в концертном зале Бриджуотер Холл[англ.] (Манчестер, Англия).[5]
- Российская премьера состоялась 1 декабря 2015 года[2] в Большом зале Санкт-Петербургской филармонии. Исполнители: Санкт-Петербургский государственный академический симфонический оркестр, Хор студентов и выпускников СПбГУ, Детский хор телевидения и радио Санкт-Петербурга. Дирижёр — Эдуард Кротман.

## Состав исполнителей
- Флейта (Пикколо и Басовая флейта)
- 5 струнная Безладовая бас-гитара (или классическая акустическая гитара)
- Ударные (3 исполнителя)
- Струнные

Этнические ударные
- 2 low Floor Tom-toms (different tensions)
- Goblet Drum (eg Darabuca, Tablas, Bodhrán)
- Tambourim
- Пандейру или Riq (Tambourine may by substitutes)
- Bamboo Chimes
- Mark Tree

Стандартные ударные
- Колокольчики
- Кроталы
- Колокола
- Маримба
- 2 Колокола (E, B)
- Треугольник
- Малый барабан
- Теноровый барабан
- Большой барабан
- Там-там (low)
- Тарелки
- Подвесные тарелки

Дополнительные инструменты
- Блокфлейты[6]
- Вистл
- Ирландская волынка[7]
- Сопрано Саксофон
- 3 Трубы in B[8]
- 3 Теноровых тромбона
- Бас-тромбон
- Туба
- Литавры
- Скрипка соло
- Орган[9] или синтезатор (также Челеста)[10]

Вокальные партии
- Большой смешанный хор
- Второй хор[11] (детский хор)[12]
- Сопрано соло

## Части
Произведение написано в двух частях, которые состоят из 17 номеров. По указанию автора части могут исполняться как с антрактом, так и без него.
ЧАСТЬ 1
1. Blessed are the peacemakers (Блаженны миротворцы)
2. Fanfara (Фанфара)
3. Peace, peace! (Мир, мир!)
4. I offer you peace (Я предлагаю вам мир)
5. Inner peace (Внутренний мир)
6. Healing light: a Celtic prayer (Исцеляющий свет: Кельтская молитва)
7. Meditation: Peace is… (Размышление: Мир это…)
8. Evening Prayer (Вечерняя молитва)

ИНТЕРМЕЦЦО
1. Solitude (Одиночество)[13]

ЧАСТЬ 2
1. Fiat pax in virtute tua (Да будет мир в стенах твоих)
2. He had a dream (У него была мечта)[14]
3. The Dove (Голубь)[15]
4. The Peace Prayer of St Francis of Assisi (Молитва о мире святого Франциска Ассизского)
5. One Song (Одна песня)
6. Let there be justice for all (Да будет справедливость для всех)
7. Dona nobis pacem (Даруй нам мир)
8. Anthem: Peace, triumphant peace (Гимн: Мир, торжествует мир)

Время исполнения 72 минуты.

## Перевод
Произведение написано на английском языке, но помимо этого используются слова на 20 языках мира.
| 1  | Евангелие от Матфея 5:9 | Blessed are the Peacemakers for they will be called the children of God. | Блаженны миротворцы, ибо они будут наречены сынами Божиими. |
| 1  | Иврит, Хинди, Арабский | Shalom (שלום), Shanti (शांति), Salam (سلم) | Мир |
| 2  | Немецкий Русский Английский Итальянский Латинский Мандаринский Валлийский Японский Хинди Испанский Французский Иврит Арабский Арамейский Эфиопский Финский Греческий Нидерландский Венгерский Шведский Польский | Frieden Mir (Мир) Peace Pace Pax He ping (和平) Heddwch Heiwa (平和) Shanti (शांति) Paz Paix Shalom (שלום) Salam (سلم) Shlamah (ܫܠܡܐ) Selam (ሰላም) Rauha Irini (Ειρήνη) Vrede Béke Fred Pokój | Звучит слово «Мир» на разных языках |
| 3  | Перси Шелли из поэмы «Адонис». Элегия на смерть Джона Китса (1821) | Peace, peace! He is not dead, he doth not sleep - He hath awakened from the dream of life - 'Tis we, who lost in stormy visions, keep With phantoms an unprofitable strife. | Мир, мир! Нет, не умер он, всего лишь отошел От сна, что жизнию зовётся. Где сами мы в иллюзии пребываем, С призраками тщетно борясь. |
| 3  | Иврит, Хинди, Арабский, Арамейский | Shalom (שלום), Shanti (शांति), Salam (سلم), Shlamah (ܫܠܡܐ) | Мир (Покой) |
| 4  | Слова приписываются Махатме Ганди | I offer you peace. I offer you love. I offer you friendship. I see your beauty. I hear your need. I feel your feelings. My wisdom flows from the Highest Source. I salute that Source in you. Let us work together. For unity and love. | Я предлагаю вам мир. Я предлагаю вам любовь. Я предлагаю вам дружбу. Я вижу вашу красоту. Я слышу, в чём вы нуждаетесь. Я чувствую, что вы чувствуете. Моя мудрость проистекает из Наивысшего Источника. Я приветствую этот Источник в вас. Давайте трудиться вместе. Для единства и любви. |
| 4  | Слова приписываются Махатме Ганди | An eye for an eye leaves the whole world blind | И принцип «глаз за глаз» (прим. «зуб за зуб»), Оставит весь мир ослеплённым. |
| 5  | Далай Лама | We can never have peace in the world if we neglect the inner world and don’t make peace with ourselves. World peace must develop out of inner peace. Peace starts within each one of us. When we have inner peace we can be at peace with those around us. | Мы никогда не достигнем мира в мире, Если будем пренебрегать нашим миром внутренним, не примиряясь сами с собой. Спокойствие во всём мире должно расти из мира внутреннего. Мир начинается внутри каждого из нас. И если у нас есть внутренний мир, Мы достигаем и мира вокруг нас. |
| 6  | Аноним | Deep peace of the running wave to you, Deep peace of the flowing air to you, Deep peace of the quiet earth to you, Amen. Deep peace of the shining stars to you, Deep peace of the gentle night to you, Moon and stars pour their healing light on you, Amen. Deep peace of Christ, the light of the world, to you, Deep peace of Christ to you. Deep peace of Christ, the light of the world, to you, Amen. | Тебе — умиротворение бегущей волны, Тебе — умиротворение, струящееся в воздухе, Тебе — умиротворение Тихой Земли. Аминь. Тебе — умиротворение сияющих звёзд. Тебе — умиротворение нежной ночи. Луна и звёзды разливают свой исцеляющий свет на тебя. Аминь. Тебе — мудрость Христа, освещающая собой мир. Тебе — мудрость Христа. Тебе — мудрость Христа, освещающая собой мир. Аминь. |
| 7  | Терри Уэйт | Peace is the fragile meeting of two souls in harmony. Peace is an embrace that protects and heals. Peace is a reconciling of opposites. Peace is rooted in love, it lies in the heart Waiting to be nourished, Blossom And flourish, until it embraces the world. May we know the harmony of peace. May we sing the harmony of peace. Until in the last of days, we rest in peace. | Мир — это хрупкая встреча двух душ в гармонии. Мир — это объятие, которое защищает и лечит. Мир — это примирение противоположностей. Мир произрастает из любви, хранится в сердце, В ожидании быть вскормленным, взращенным и цветущим. Когда он охватит весь мир. Мы можем знать о гармонии мира, Мы можем петь о гармонии мира. До наших последних дней, когда мы будем покоиться с миром. |
| 8  | Аноним | Matthew, Mark, Luke and John, Bless this bed that I lie on. Before I lay me down to sleep, I pray the Lord my soul to keep. Four corners to my bed, Four angels there are spread; Two at the foot, two at the head: Four to carry me when I’m dead. I go by sea, I go by land: The Lord made me with his right hand. Should any danger come to me, Sweet Jesus Christ deliver me. He’s my branch and I’m the flower, Pray God send me a happy hour; And should I die before I wake, I pray the Lord my soul to take.                                                     | Матфей, Марк, Лука и Иоанн, Благословите мою постель. Каждый раз, перед сном Я прошу Господа спасти мою душу. У каждого угла моей кровати - По ангелу. Два — в ногах и два — у головы: Всего четверо, чтобы забрать меня, Когда я умру. Я иду по воде, я иду по морю. Господь создал меня своей правой рукою. И, если беда вдруг настигнет меня, Я знаю, Иисус меня спасёт. Он — мой ствол, а я его цветок, Молящий Бога о счастливом мгновении. И, если суждено умереть мне во сне, Прошу я Господа не забыть обо мне.                                                          |
| 9  | Инструментальный номер | Solitude | Одиночество |
| 10 | Псалтырь 122: 7-8 (Латинский) | Fiat pax in virtute tua et abundantia in turribus tuis. Propter fratres meos et proximos meos loquebar pacem de te. | Да будет мир в стенах твоих, благоденствие — в чертогах твоих! Ради братьев моих и ближних моих говорю я: мир тебе! |
| 10 | Мать Тереза | Peace begins with a smile. If we have no peace, it is because we have forgotten that we belong to each other. | Мир начинается с улыбки. Если у нас нет мира, то лишь потому, что мы забыли, что мы принадлежим друг другу. |
| 10 | Псалтырь 122: 7-8 (Английский) | Peace be within thy walls and prosperity within thy palaces. For my brethren and companions' sakes I will now say, Peace be within thee. | Да будет мир в стенах твоих, благоденствие — в чертогах твоих! Ради братьев моих и ближних моих говорю я: мир тебе! |
| 10 | Альберт Швейцер | The important thing in life is the traces of love that we leave behind when we have to leave unasked and say farewell. | Важное в жизни - Это очертания любви, Что мы оставляем позади Когда мы должны уйти Непрощённые и сказать прощай. |
| 10 | Коран 25:63 | And the true servants of the All-Merciful walk the earth with humility, and when the ignorant address them they say, «Peace». | А рабами Милостивого являются те, которые ступают по земле смиренно, а когда невежды обращаются к ним, они говорят: «Мир!» |
| 11 | Карл Дженкинс | He had a dream that all mankind could live together in peace and harmony. He had a dream that people of different colors and creeds could live together. He had a dream that … | У него была мечта, что всё человечество Могло бы жить вместе в мире и гармонии. У него была мечта, что люди разного цвета и веры смогут жить вместе. У него была мечта… |
| 11 | Книга Исаия 40: 4-5 | … every valley shall be exalted, every mountain and hill shall be made low: and the crooked shall be made straight, and the rough places plain. And the glory of the Lord shall be revealed, and all flesh shall see it together. | … всякий дол да наполнится, и всякая гора и холм да понизятся, кривизны выпрямятся и неровные пути сделаются гладкими; и явится слава Господня, и узрит всякая плоть [спасение Божие]. |
| 11 | Карл Дженкинс | That was his dream. He had a dream. | Это была его мечта. У него была мечта. |
| 12 | Кэрол Баррэт | Dove of peace fly here to find us, Feathers softly stroking the earth. Dove of peace so soft, so silent, Please protect each innocent birth. Dove of peace we reach to touch you, Pure and white, please comfort our fears. Spread contentment gently near us, Spread your wings and dry all our tears. Dove of peace fly here to find us, Feathers caught in circles of light. Dove of peace so soft, so silent, Turn each day to sweet sleep each night. | Голубь мира летает в поиске нас, Перья его мягко поглаживают землю. Голубь мира — такой нежный, такой тихий, Пожалуйста, защити каждого невинного младенца. Голубь мира, мы найдём тебя, чтобы коснуться, Чистый и белый, пожалуйста, избавь нас от страхов. Разнеси удовольствие вокруг нас, Крыльями своими иссуши наши слёзы. Голубь мира летает в поиске нас, Перья его кружатся в лучах света. Голубь мира — такой нежный, такой тихий, Возвращается каждый день, чтобы ночью уснуть.                                                                                       |
| 13 | Аноним | O Lord, make me an instrument of thy peace, Where there is hatred, let me sow love; Where there is injury, pardon; Where there is discord, harmony; Where there is doubt, faith; Where there is despair, hope; Where there is darkness, light; Where there is sorrow, joy. O Divine Master, grant that I may not so much seek To be consoled as to console; To be understood as to understand; To be loved as to love; It is in pardoning that we are pardoned; It is in dying that we are born to eternal life.                                                         | Боже, дай мне возможность творить мир на Земле, Где бушует ненависть, дай мне посеять любовь; Где обида — даруй примирение, Где разлад, пусть воцарит гармония; Где сомнение, да воцарит вера; Где отчаяние, да воцарит надежда; Свет пусть победит тьму, А радость — скорбь. О Божественный Владыка, помоги с усердием стремиться: Быть утешенным и утешить; Быть понятым и понять самому; Быть любимым и давать любовь. Мы прощены в помиловании, А умирая, рождаемся для вечной жизни.                                                                                        |
| 14 | Карл Дженкинс | No more war, … | Больше никаких войн, … |
| 14 | Сэр Томас Мэлори | … better is peace than always war, better is peace than ever more war. | … Лучше мир, чем постоянная война, лучше мир, чем ещё одна война. |
| 14 | Джалаладдин Руми | All religions. All this singing. One song. Peace be with you. | Все религии. Все поют Одну песню: да воцарится мир. |
| 14 | Кэрол Баррэт | Blessed peace, blessed peace, take away torment and be at peace. Please make our future a world without war. Give us a future that we can call our own. Grant us a life where love and peace surround us. Bended knees, folded hands, listen to prayers from many lands. Crying for mercy and pleading for peace. Sing one song, sing peace be with you. Give us a future free from dark despair. Pilgrims who take the light of the world to share. | Благословенный мир, благословенный мир, Забери прочь страдания и сохрани гармонию. Просим, дай нам увидеть мир в будущем без войны. Даруй нам будущее, которое мы могли бы назвать своим. Даруй нам жизнь, где бы любовь и мир окружали нас. Сложа ладони, склонившись на колени, Слушаем молитвы разных стран, Молящих о милосердии и мире. Поём одну песню: мир с тобой. Даруй нам будущее, освобождённое от тёмного отчаяния. Паломники, кто приносит в мир свет. |
| 15 | Нельсон Мандела | After climbing a great hill one finds that there are many more hills to climb. I have taken a moment here to rest, to steal a view of the glorious vista that surrounds me, to look back on the distance I have come. But I can rest only for a moment, for with freedom come responsibilities, and I dare not linger, for my long walk is not yet ended. Let there be justice for all. Let there be peace for all. Let there be work, bread, water and salt for all. Let each know that for each the body, the mind and the soul have been freed to fulfill themselves. | После покорения одной вершины кто-то поймет, что есть много вершин, которые можно покорить. Я остановился здесь отдохнуть, чтобы насладиться прекрасным видом вокруг меня, чтобы посмотреть назад, туда, откуда я пришел. Но я могу отдохнуть лишь один момент, потому что со свободой приходит ответственность, и я не смею медлить, пока мой долгий путь ещё не окончен. Да будет справедливость для всех. Да будет мир для всех. Да будет работа, хлеб, вода и соль для всех. Пусть каждый знает, что каждое тело, сознание и душа освобождены, чтобы здесь реализовать себя. |
| 16 | Английский Латинский | Lord give us peace Dona nobis pacem | Даруй нам мир |
| 16 | Бахаулла | The world is but one country, and mankind its citizens. We are all fruits of one tree and leaves of one branch. | Вся земля — одна страна, а все люди — её граждане. Мы — плоды одного дерева и листья одной ветви. |
| 17 | Кэрол Баррэт | Peace, triumphant peace shall reign on Earth some day. Pray for peace and make your words echo round the world for peace one day, on Earth one day, that wondrous day when the world has peace, glorious peace, such peace. When will such lasting peace arrive on that wondrous day on this our Earth? May all our paths meet up and lead to one holy place where peace shall reign in our hearts, one wondrous day when the world has peace, glorious peace, such peace.                                                                                               | Мир, ликующий мир, восторжествует Однажды на Земле. Молитесь о мире и заставьте слова ваши Отдаваться эхом по всему миру, чтобы однажды Здесь восторжествовал мир, в один удивительный Миг, когда мы обретём мир, Прекрасный мир. Когда же настанет Этот удивительный миг на нашей Земле? Пусть наши пути пересекутся, И приведут к священному месту, Где мир восторжествует в наших сердцах, В один удивительный миг, когда мы обретём мир, Прекрасный-прекрасный мир. |
| 17 | Анна Франк | How wonderful it is that no-one need wait a single moment before starting to improve the world. | Как чудесно, что никому не надо дожидаться особого момента, чтобы начать улучшать мир. |
| 17 | Серафим Саровский | Embrace the spirit of peace and thousands of souls around you will be saved. | Стяжи дух мирен, и тогда тысячи душ спасутся около тебя. |

## Записи
- 2012: Karl Jenkins, The Peacemakers (EMI Classics)[19]
Исполнители: Лондонский симфонический оркестр, Хор Берлинского радио[нем.], Бирмингемский городской юношеский хор (англ. City of Birmingham Youth Chorus) и сводный хор (The Really Big Chorus).
Солисты: Скрипка — Хлоя Хэнслип, Сопрано — Люси Кроу[англ.], Ирландская волынка — Дэви Спиллэйн[англ.], Бансури — Ашвин Шринивасан, Саксофон — Найджел Хичкок[англ.] и бас-гитара Лоуренс Коттл[англ.].
Дирижер — Карл Дженкинс

## Интересные факты
- Три номера из «Миротворцев» в переработанном виде для хора a’cappella вошли в сборник мотетов[20] Карла Дженкинса как отдельные произведения. Это № 3 «Peace, peace», № 6 «Healing light», № 16 «Dona nobis pacem»Роберт Шуман: Детские сцены, Op. 15, № 7 «Грёзы»
- В 11 части «He had a dream» использована цитата из произведения Р. Шумана «Грёзы» (Träumerei) — № 7 из сборника Детские сцены, Легкие пьесы для фортепиано (Kinderszenen, Leichte Stücke für das Pianoforte) oр. 15, 1838.